# Manufakturist
Manufakturist var en under 1700-talet i Sverige förekommande beteckning på en yrkesutbildad person som förestod ett manufakturverk.
Till skillnad från fabrikören måste manufakturisten vara utlärd mästare i sitt yrke. Varken manufakturisten eller fabrikören var underkastad skråtvång. Manufakturisten var dock skyldig att förvärva burskap.